# Philometra rubra
Philometra rubra is een rondwormensoort uit de familie van de Philometridae. De wetenschappelijke naam van de soort is voor het eerst geldig gepubliceerd in 1856 door Leidy.